# Muriel's Wedding
Muriel's Wedding es una comedia del realizador australiano P. J. Hogan, que poco después repetiría su éxito rodando en los Estados Unidos La boda de mi mejor amigo. Es una coproducción franco-australiana. 

## Argumento
Muriel (Toni Collette) vive en una pequeña población australiana llamada Porpoise Spit, un lugar repleto de centros comerciales, parques acuáticos y reuniones de Tupperware. Muriel considera que la vida allí es de lo más aburrida. Pasa los días en casa escuchando música de ABBA y soñando con el día de su boda. El problema es que no ha tenido nunca un amigo que se haya podido considerar un pretendiente, ni ha salido nunca con un hombre a solas. Sus amigas le dan la espalda por este motivo y por considerarla rara y anticuada. Un día Muriel encuentra su primer trabajo de vendedora de cosméticos y pide a su madre que le deje dinero para comprar el género que le hace falta para realizar su trabajo, pero con ese dinero se va de vacaciones siguiendo a sus antiguas amigas en el trópico, donde se reencuentra con Rhonda, una vieja amiga de la infancia un tanto alocada. Cambia su nombre de Muriel a Mariel.
Al regresar Muriel a Porpoise Spit sus padres se dan cuenta de que ha gastado el dinero en unas vacaciones y Muriel huye de casa instalándose en el apartamento de Rhonda y trabajando como cajera en un videoclub. En sus ratos libres, Muriel visita tiendas de trajes de boda y confecciona un álbum de fotos con ella de modelo con casi todos los vestidos de novia de la población. Rhonda, que al poco tiempo queda inválida a causa de un tumor en la espina dorsal, descubre su peculiar afición y la relación entre las dos se deteriora.
Después del distanciamiento entre las dos amigas, Muriel decide ojear las páginas de contactos de un periódico, y encuentra a un chico que busca novia. Al conocerlo descubre que es una tapadera para que un nadador extranjero se case con una chica australiana y vivir un tiempo juntos, para así conseguir la nacionalidad e ir a los Juegos Olímpicos. Muriel acepta y ve su sueño hecho realidad: casarse de blanco.
Al poco tiempo el padre de Muriel se separa de su madre; esta se suicida al no poder soportarlo, y Muriel se separa y regresa con su amiga Rhonda.
La película muestra una familia donde el carácter dominante del padre anula por completo al resto de la familia; a partir de este tema se desarrollan otros como el amor, la amistad, el trabajo de la mujer y la independencia económica, los jóvenes, el culto al cuerpo, la inmigración para legalizar una situación, etc.

## Personajes
- Muriel: personaje principal, cuyo único propósito era casarse.
- Rhonda: amiga de la infancia de Muriel, que se queda paralítica tras un tumor en la espina dorsal.
- Padre de Muriel: hombre machista que sólo mira por sí mismo.
- Madre de Muriel: mujer que solo hacía lo que le decía su marido.
- Amigas de Muriel: quienes le dijeron a Muriel que no querían ir con ella por su apariencia.
- David Van Arckle: nadador sud-africano que buscaba un matrimonio de conveniencia.

## Premios
La película ganó cuatro premios del Instituto Australiano del Cine, y obtuvo siete nominaciones.
- Datos: Q1348275
- Multimedia: Muriel's Wedding / Q1348275